# Rodri (football, 1934)
Pour les articles homonymes, voir Rodri, Francisco Rodríguez, Rodríguez et García.
Francisco Rodríguez García, plus connu comme Rodri, né le 8 mars 1934 à Barcelone (Catalogne, Espagne) et mort le 17 mai 2022, est un footballeur international espagnol qui jouait au poste de défenseur.

## Biographie
Rodri naît à Barcelone et s'initie au football dans les catégories inférieures du FC Barcelone. Il joue ensuite dans les équipes filiales du Barça que sont l'España Industrial et CD Condal. Avec Condal, il joue en première division. 
Il débute avec le FC Barcelone lors de la saison 1957-1958. Rodri devient titulaire après la blessure de Joaquim Brugué. L'arrivée de Jesús Garay le renvoie sur le banc des remplaçants, mais il récupère ensuite le poste de titulaire ce qui l'amène à jouer la Coupe du monde de 1962 avec l'équipe d'Espagne où il joue face au Mexique et au Brésil. Il joue en tout quatre fois avec l'Espagne.
Les blessures l'obligent à mettre un terme de façon prématurée à sa carrière après 205 matchs avec le FC Barcelone. Il devient alors entraîneur et fait partie du staff de Barcelone. Il est coordinateur de la formation et l'assistant des entraîneurs Vic Buckingham, Rinus Michels, Hennes Weisweiler et Laureano Ruiz. Il reste lié au FC Barcelone pendant plus de six décennies.

## Palmarès
Avec le FC Barcelone :
- Vainqueur de la Coupe des villes de foires en 1958, 1960 et 1966
- Champion d'Espagne en 1959 et 1960
- Vainqueur de la Coupe d'Espagne en 1959 et 1963